# Martin James Maloney
Pour les articles homonymes, voir Martin Maloney et Maloney.
Martin James Maloney (8 octobre 1877-21 novembre 1953) est un homme politique canadien de l'Ontario. Il est député fédéral conservateur de la circonscription ontarienne de Renfrew-Sud de 1925 à 1935.

## Biographie
Né à Eganville (en) en Ontario, Maloney étudie à l'Université McGill d'où il devient médecin. En 1901, il épouse Margaret Bonfield, fille du député provincial de Renfrew-Sud, James Bonfield (en).

## Politique
Candidat défait du Parti conservateur lors de l'élection de 1911, il est à nouveau défait lors de l'élection partielle de 1912 et de l'élection de 1921 à titre de candidat du Parti progressiste du Canada. Élu député conservateur en 1925 et réélu en 1926 et 1930, il est défait en 1935 et à nouveau en 1940.

## Famille
Maloney se marie à Margaret Bonfield le 19 février 1901. De cette union naît 9 enfants,,,,.
- James A. Maloney (1905-1961), député progressiste-conservateur provincial de Renfrew-Sud
- Henry Joseph Maloney (en) (1915-1987), prête et leader communautaire de Bancroft
- Patrick J. Maloney
- Arthur Maloney (1919-1984), député progressiste-conservateur de Parkdale
- Margaret Goden
- Mary Anthony Bonfield
- Elanor Lyons
- Anna Lyons
- Frances French